# Castellum Aquae

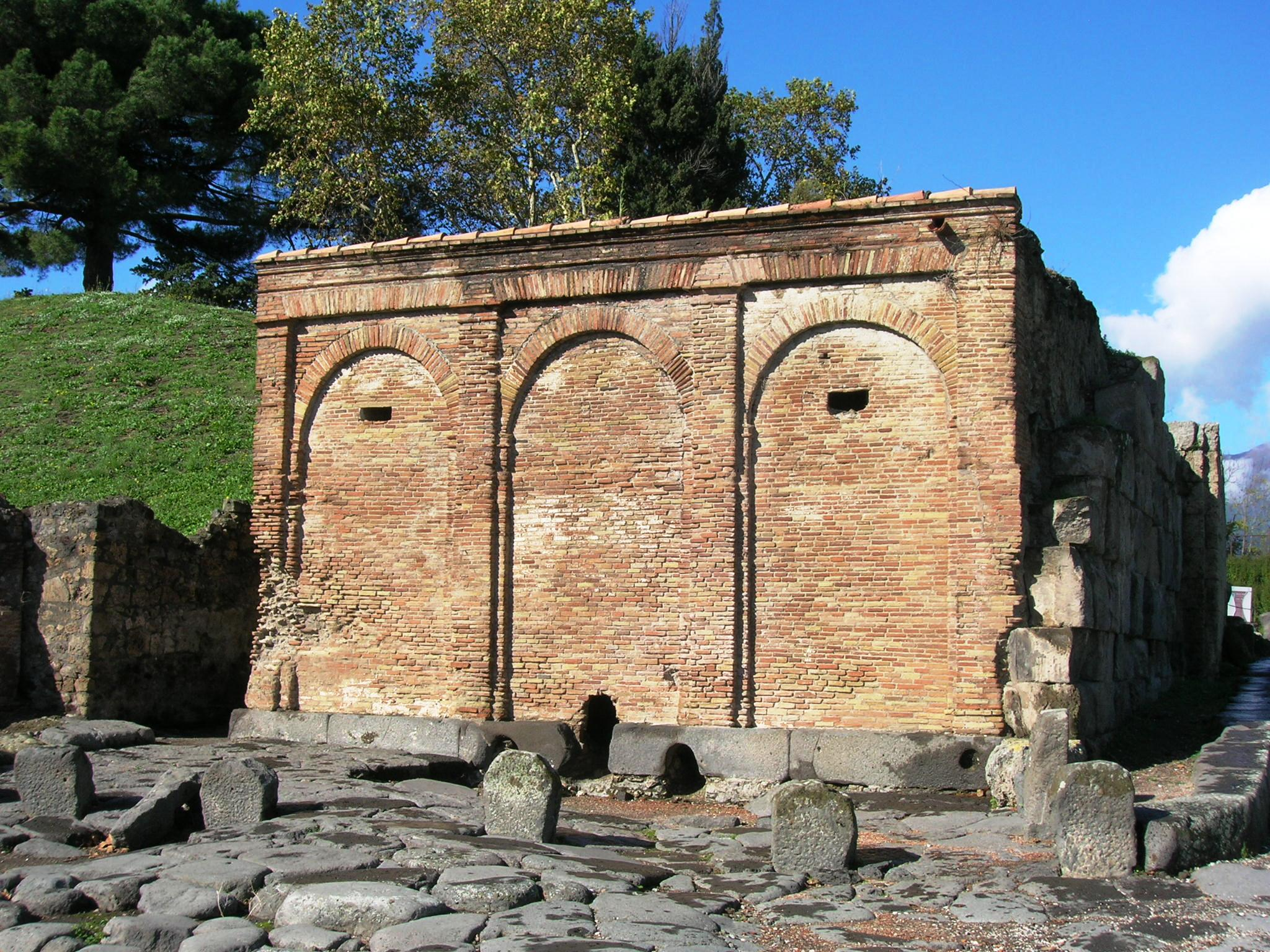
L'esterno

Il Castellum Aquae è un edificio di epoca romana, sepolto dall'eruzione del Vesuvio del 79 e ritrovato a seguito degli scavi archeologici dell'antica Pompei: la sua funzione era quella di raccogliere l'acqua potabile e distribuirla alla rete idrica cittadina.

## Storia e descrizione

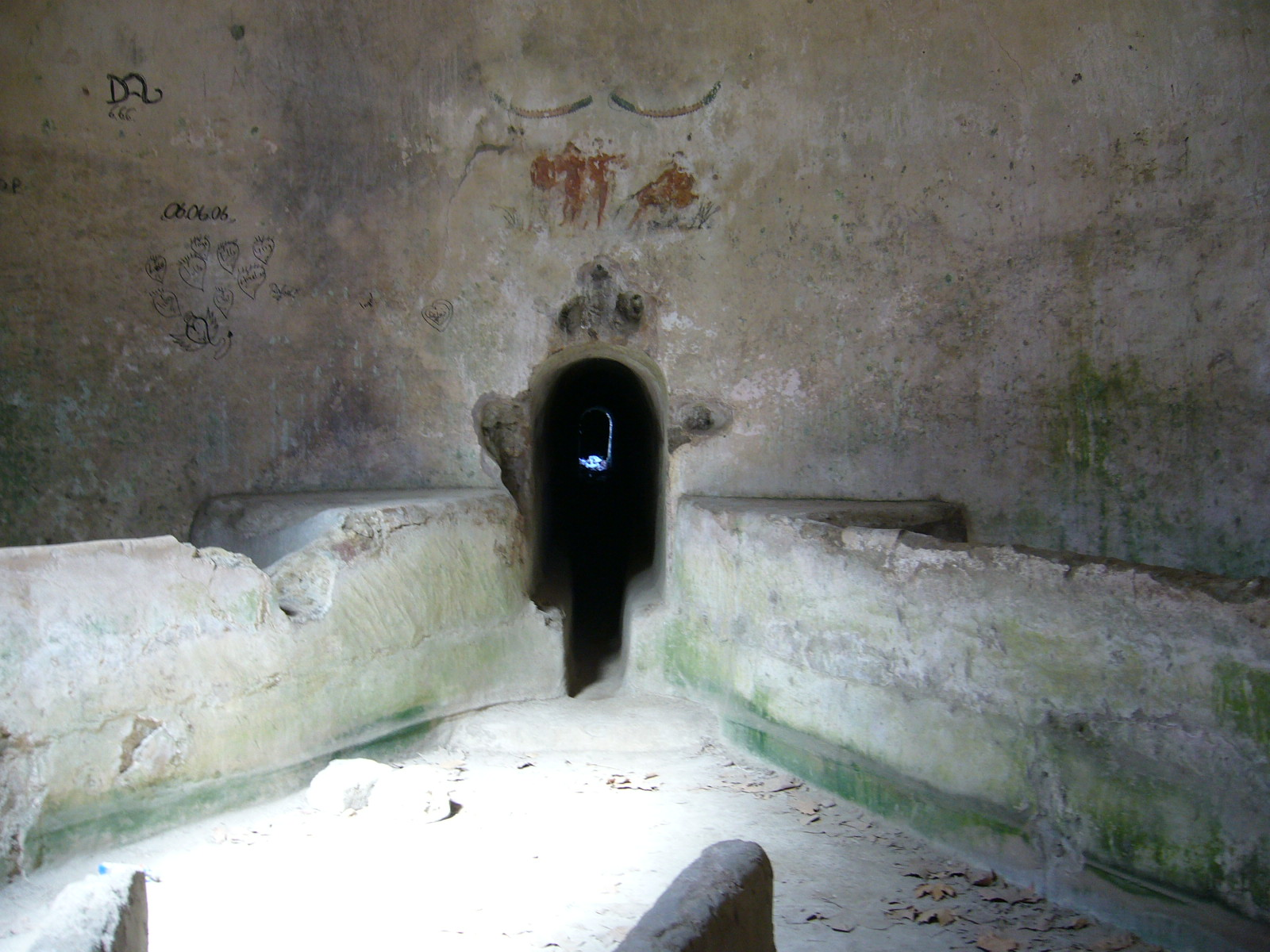
L'interno

Il Castellum Aquae, situato nei pressi di Porta Vesuvio, era posto ad un'altezza di circa quarantadue metri: dopo aver ricevuto l'acqua provenienti dall'acquedotto del Serino, sfruttando la pressione di caduta, questa veniva convogliata in tre condotti, in modo tale da raggiungere tutta la città; tuttavia un sistema di saracinesche regolava l'afflusso di acqua a seconda della disponibilità. La struttura fu risistemata dopo il terremoto di Pompei del 62, in quanto fu notevolmente danneggiata, come riprodotto negli affreschi ritrovati nella casa di Lucio Cecilio Giocondo, ma al momento dell'eruzione, nel 79, l'intero sistema idrico, che andava ad alimentare quaranta fontane pubbliche, non era in funzione.
Il Castellum Aquae presenta una pianta circolare, con una volta a cupola dal diametro di sei metri ed esternamente ha una forma trapezoidale. La parete est, che poggia su Porta Vesuvio e quella ovest sono in tufo e realizzate in opera reticolata, quella nord è in opera incerta e nella quale era posto il foro d'ingresso dell'acqua e quella sud, che rappresenta la facciata principale, è in opera laterizia, realizzata con mattoni e nella quale si aprono tre arcate cieche, separate da lesene e una feritoia per dare luce agli ambienti interni. All'interno, il grosso serbatoio, era diviso in tre scomparti, ognuno del quale alimentava una conduttura: una era utilizzato per le fontane, una per gli edifici pubblici, come le terme e l'altro per le case; in caso di mancanza d'acqua, l'unica fornitura erogata era quella per le fontane pubbliche. La sola traccia artistica dell'edificio, sono i residui di un affresco, posto sulla parete nord, che raffigurava ninfe e divinità di fiume.